# Francisco de Sande
Francisco de Sande (Cáceres, ca. 1540 - 12 september 1602) was een Spaans koloniaal bestuurder en van 1575 tot 1580 de derde gouverneur-generaal van de Filipijnen.
De Sande was voor zijn benoeming tot gouverneur-generaal van de Filipijnen lid van de Audiencia van Mexico. Na zijn vertrek op 6 april 1575 met een Manillagaljoen vanuit Acapulco kwam hij op 25 augustus 1575 aan in Manilla, waar hij per direct zijn Guido de Lavezaris opvolgde.
Tijdens zijn periode als gouverneur werd een expeditie uitgezonden naar Camarines. De daar nieuw gestichte stad Nueva Caceres (tegenwoordig Naga City) werd naar zijn geboorteplaats genoemd. Ook organiseerde De Sande een expeditie naar Borneo. De Sande had bovendien het plan om China te veroveren voor Spanje, maar hij kreeg van de Spaanse koning Filips II de opdracht zijn activiteiten te beperken tot de Spaanse bezittingen in de Filipijnen.
Tijdens de periode van De Sande arriveren in 1577 de eerste franciscaner missionarissen in de Filipijnen.
De Sande werd op 1 juni 1580 opgevolgd door Gonzalo Ronquillo. Na zijn gouverneurschap werd De Sande weer auditor van de audiencia van Mexico.